# آزمون‌های خواندن نیل
آزمون‌هایی هستند که نیل برای شناختن معیارهای خواندن در کودکان ۶ تا ۱۲ سال طراحی کرده‌است و سرعت، صحت و فهم ایشان را تعیین می‌کند.